# Kletva (roman)
Kletva je povijesni roman Augusta Šenoe o događajima iz hrvatske povijesti 14. stoljeća.
Šenoa ga je započeo objavljivati 1880. godine u Narodnim novinama, no smrt ga je spriječila u dovršetku djela. Temeljem skica i njegove zaostavštine, djelo je posmrtno dovršio Josip Eugen Tomić.
U njemu je prikaz bune što su je podigli hrvatski velikaši na čelu s braćom Horvatima i Ivanom od Paližne protiv hrvatsko-ugarskog kralja Sigismunda (Žigmund Luksemburški), te  protiv kraljica Marije i Jelisave, kao i borbu između biskupskog Kaptola i građanskog Griča, te je naslov romana nadahnut kletvom, koju je uoči Božića 1396. godine, na građane Griča navodno „bacio” biskup Pavao, a koja je potom „skinuta” 12. travnja 1397. godine.